# Dolichoderus gordoni
Dolichoderus gordoni   (лат.) — вид муравьёв рода Dolichoderus из подсемейства Dolichoderinae (Formicidae). Австралия (Квинсленд). Длина около 5 мм, окраска в основном коричневая, ноги светлее, брюшко — чёрное. Пронотум и проподеум с длинными шипиками (doriae group), направленными вперёд и назад соответственно. Головной индекс (CI, соотношение ширины головы к длине × 100): 99—100. Длина головы рабочих 1,60—1,66 мм, длина скапуса 1,64—1,77 мм, ширина головы 1,59—1,64 мм. Индекс скапуса (SI, соотношение длины скапуса к длине головы × 100): 103—108.  Стебелёк между грудкой и брюшком состоит из одного членика петиолюса. Dolichoderus gordoni сходен с видами Dolichoderus etus и Dolichoderus doriae, отличаясь опушением, окраской и шипиками. 
Вид был впервые описан в 2013 году австралийскими мирмекологами Стивеном Шаттаком и Шароном Марзденом (Shattuck Steven O. & Sharon Marsden; CSIRO Ecosystem Sciences, Канберра, Австралия).